# Jordi Bernadó
Jordi Bernadó (Lleida, 1966) és un fotògraf establert a Barcelona.
Va cursar estudis d'arquitectura a l'Escola Tècnica Superior d'Arquitectura de Barcelona (ETSAB) i fou membre de l'equip editorial de la revista Quaderns d'Arquitectura i Urbanisme del Col·legi Oficial d'Arquitectes de Catalunya (COAC) des de 1990 fins a 1999. La seva obra fotogràfica està lligada a l'arquitectura i els viatges, dues constants bàsiques a la seva trajectòria creativa. En aquest sentit, Bernadó ha manifestat que va arribar a la fotografia per atzar, en tant que aquesta disciplina li serveix de mitjà per decodificar, definir i comprendre millor l'arquitectura, l'urbanisme i les relacions entre els elements capturats a cada imatge. No obstant això, les seves fotografies incorporen grans dosis de narrativa, contrastos i ironia, cercant sorprendre l'espectador.
El seu interès pel paisatgisme l'ha dut a treballar amb el format horitzontal panoràmic, usual dins de la tradició del paisatge pictòric, però que en l'obra de Bernadó s'allarga per trencar l'harmonia mostrant una clara influència del llenguatge cinematogràfic. Aquestes imatges, de gran format, són captades des d'un punt de vista completament frontal, oferint un llenguatge visual tranquil i objectiu, on l'escenificació resulta secundària. En molts casos, les seves fotografies són presentades per parelles contraposades de manera que l'espectador pugui descobrir una tercera imatge a partir de la relació entre les dues primeres.

## Trajectòria
Bernadó va guanyar la Beca Fotopress el 1993 i la Beca Endesa X el 2007. La seva obra forma part de col·leccions d'art públiques i privades com ara les de la Fundació "La Caixa", la Fundación Telefónica, la Bibliothèque Nationale de France, i el Banc Sabadell entre d'altres. Els seus treballs s'han exposat en exposicions individuals i col·lectives com ara l'Artist Space a Nova York, la Galeria Vu’ a París, la Galeria Senda a Barcelona o el Palazzo della Ragionne a Milà, entre moltes altres. Ha publicat més de 20 llibres entre els quals destaquen Good News+ always read the fine print (guanyador del Premi Laus, 1999), Very very bad news (guanyador del premi al millor llibre de fotografia de Photoespaña 02 i del premi al millor llibre d'art del Ministerio de Cultura el 2002) i True Loving and other tales (seleccionat com un dels millors llibres de fotografia de Photoespaña 07), per mencionar-ne només alguns.

## Publicacions individuals[6]
- Berlin (1993) – Editorial ACTAR, Barcelona.
- Atlanta (1994) – Editorial ACTAR, Barcelona.
- Good News* Always read the fine print  (1998) – Editorial ACTAR, Barcelona.
- Berlin Bis (1999) – Editorial ACTAR, Barcelona.
- Instant China (1999) – Editorial Gustavo Gili, Barcelona.
- Habitats, Tectónicas, Paisajes (2001) – Ministerio de Fomento, Madrid.
- Charcos-Puddles (2001) – Editorial ACTAR i Colegio de Arquitectos de Canarias, Barcelona.
- Very very bad news (2002) – Editorial ACTAR, Barcelona.
- Geno(v)a developing and rebooting a waterfront city (2003) – NAI publishers, Rotterdam.
- Mallorca Boom (2004) – Palma: Son Fortesa; Camper.
- Rathaus Innsbruck (2004) – Editorial ACTAR, Barcelona.
- M-Preis (2007) – Editorial ACTAR, Barcelona.
- True loving and other tales (2007) – Editorial ACTAR, Barcelona.
- World Wide Works (2007) – Editorial ACTAR i Centre d'Art la Panera, Barcelona.
- Lucky Looks (2008) – Editorial ACTAR i Banc Sabadell, Barcelona.
- Welcome to Espaiñ (2009) – Editorial ACTAR, Barcelona.